# 1490
سنة 1490 كانت سنة بسيطة تبدأ يوم الجمعة (الرابط يظهر نموذج التقويم الكامل للسنة) من التقويم اليولياني.

## مواليد
- ألبرشت (دوق بروسيا)
- ألفار نونييث كابيثا دي فاكا
- جورج فون بلومنتال
- خوان دي سيلايا
- فرانسواز دي ألونسون
- فلوريان غيير دبلوماسي ألماني
- محمد الشيخ سلطان الدولة السعدية
- هينريتش فابر
- واسكار
- يوهان الثالث، دوق كليفه

## وفيات
- جوان، أميرة البرتغال
- سليمان باشا الخادم البشناقي سياسي عثماني
- كارلو الأول، دوق سافوي
- ماتياس كورفينوس